# 遺伝形式
遺伝形式（いでんけいしき）とは、ある形質（遺伝によって子孫に伝えられる、生物の性質）が遺伝する法則を分類したもの。医学では、遺伝性（家族性）の疾患を分類するために用いられる。

## 背景
遺伝形質の情報は遺伝子にコードされており、遺伝子発現によって身体的特徴（表現型）として現れる。
遺伝子は染色体上のDNAの塩基配列によって規定されており、哺乳類などの有性生殖を行う生物では、各染色体は父親由来と母親由来の2本が1対になっている。常染色体（父親由来と母親由来で形態が同じである染色体）では、同じ遺伝子が1個体に2つずつあることになる。一方、性染色体（女性はXX、男性はXYと男女で種類の異なる2本が1対となっている染色体）では、両染色体上に存在する遺伝子は異なっており、X染色体上の遺伝子は1個体に1つしかない。
ある形質が常染色体上の遺伝子にコードされているとき、その形質が実際の身体的特徴として発現するためには、1対の遺伝子の一方に形質がコードされていれば発現する場合と（顕性）、双方にコードされていなければ発現しない場合（潜性）がある（メンデルの法則参照）。また、性染色体は対になっていないため、性染色体上の遺伝子の発現にはまた特有のパターンがある。さらに、メンデルの法則には従わない遺伝パターンを持つ形質もある。
遺伝形式とは、形質の遺伝パターンを、実際に発現する身体的特徴に着目して分類したものとも言える。ある形質を規定する遺伝子（責任遺伝子）が特定されている場合、その遺伝子の染色体上の存在（遺伝子型）と実際の身体的特徴（表現型）とを比較することで、遺伝形式が正確にわかる。しかしながら、遺伝子が特定されていない場合でも、表現型の遺伝パターンを観察して遺伝形式に分類できることが多く、遺伝形式が責任遺伝子を特定する足がかりとなることもある。
遺伝形式を特定することは、以下のような点で有用である。
- 同胞（兄弟姉妹）や子孫に、同疾患が発症する可能性を議論することができる。
- 遺伝形式を特定することで遺伝子異常の検索が可能となり、責任遺伝子およびその変異を追究する足がかりとなる。
- 遺伝のパターンを明確にすることで、専門外である患者および家族の理解の助けになる。

以下の解説は、専らヒトの遺伝性疾患を例に取り上げる。ヒトの染色体は、常染色体22対44本、性染色体1対2本からなる。

## 遺伝形式の各論
以下に遺伝形式の各論を説明する。浸透率とは、遺伝子の異常を持っている場合に実際に発病する率のことであるが、以下で発症の確率を述べる場合、特に指定がない限り、浸透率100%と仮定した理論上の確率を示している。

### 常染色体顕性遺伝
Autosomal Dominant、ADと略す。常染色体上に存在する1対の遺伝子の一方に異常があれば発症する。患者の子が同疾患を発症する可能性は、男女を問わず50%である。
- ハンチントン病:第4染色体短腕に規定される、ハンチンチン（huntingtin）遺伝子の異常[注釈 1]による。好発が30～50歳のため発症時にすでに子孫を儲けていることが多く、このため原因遺伝子が次世代に伝えられることが可能になっている[1]。
- 歯状核赤核淡蒼球ルイ体萎縮症（DRPLA）：第12染色体短腕（12p13）に規定されるDRPLA遺伝子の異常[注釈 1]、名前の意味は小脳歯状核・赤核・淡蒼球・ルイ体（視床下核、これら4つは脳や脊髄の部位の名前）が系統的に侵される脊髄小脳変性症。20代で発症する若年性から40代以後発症の遅発成人型まで存在する[2]。
- ソトス症候群
- 遺伝性プリオン病：遺伝性Creutzfeldt-Jakob（遺伝性CJD）・Gerstmann-Sträussler-Scheinker病（GSS病）・致死性家族性不眠症（FFI）の3種類が報告されている。遺伝子の変異個所はそれぞれ違う（同じ病気でも違う部位の変異があることもある）が、いずれも常染色体顕性遺伝で致死性だが中年期以後の発症。遺伝性CJDとFFIは進行が速く1～2年、GSS病は進行が遅く5～10年程度で死に至る。[3]。

これらは潜性遺伝と違い、遺伝子を持っていても発症しない保因者が伝える事ができないので、特に若年で発症する致死的な常染色体顕性遺伝性疾患は、実際に遺伝で発症することは少ない（成人以前に発症し、子孫を残すことが困難なため）。このような疾患は、おもに突然変異によって発症する。

### 常染色体潜性遺伝

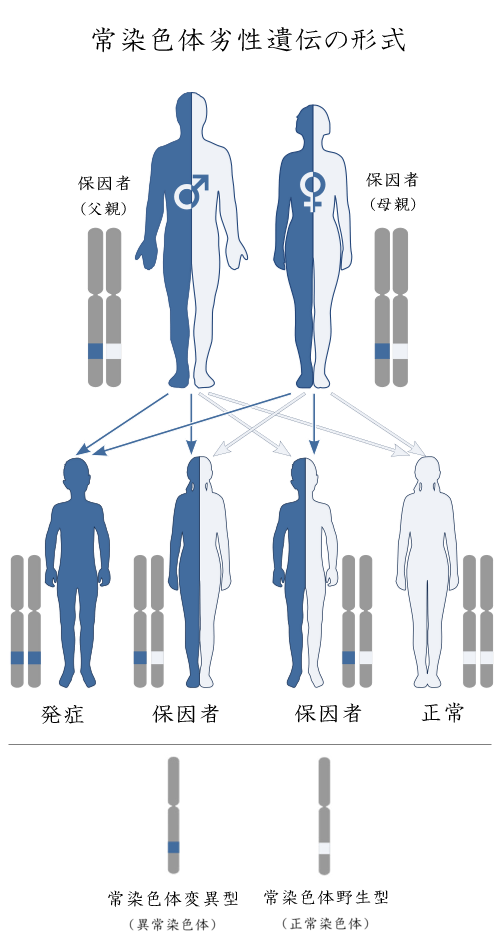
常染色体潜性遺伝の例（両親ともにキャリアーの場合）

Autosomal Recessive、ARと略す。常染色体上に存在する1対の遺伝子両方に異常がなければ発症しない。一方の遺伝子のみに異常がある場合、症状の現れないキャリアーとなる。
両親ともにキャリアーである場合父の正常遺伝子をA、異常遺伝子をa、母の正常遺伝子をB、異常遺伝子をbとすると、子の遺伝子型はAB、Ab、aB、abとなる確率が各25%である。このうち、発症して患者となるのはabのみ (25%)。ABは正常 (25%)、AbおよびaBがキャリアーとなる (50%)。
両親ともに患者である場合父aa、母bbなので、子はすべてabとなり、患者として発症する。
親の一人が患者、もう一方は正常である場合父が患者である場合を例に取ると、父aa、母BBとなる。子はすべてaBとなりキャリアーであるが、極めて低い確率でBに突然変異が起こり、発症する可能性がある。
親の一人がキャリアー、もう一方が正常である場合父がキャリアーである場合を例に取ると、父aA、母BBである。子はaBとABが50%ずつだが、aBとなった子のBに極めて低い確率で突然変異が起こり、発症する可能性がある。
実際にどのパターンで発症することが多いかは、疾患の種類や人種によっても異なる。鎌状赤血球症は常染色体潜性遺伝（キャリアーにも幾分の貧血症状があるため、不完全顕性遺伝とも呼ばれる）するが、アフリカ系では遺伝子異常の頻度が高く、キャリアーが多いため、両親キャリアーから発症する可能性が比較的高い。一方、フェニルケトン尿症などの先天性代謝異常症の多くは遺伝子異常の頻度が低いためキャリアーが少なく、キャリアー同士の間に子が生まれることは少ない。この場合、親の一方がキャリアー、もう一方は突然変異という形で発症する可能性が高くなる。

### 性染色体顕性遺伝（伴性顕性遺伝）
X-linked Dominant、XDと略す。女性のX染色体の一方に異常があれば疾患として発症する。男性が異常遺伝子を持った場合も発症するが、この遺伝形式を取る疾患には、正常の遺伝子を併せ持つヘテロでないと致死になるので男性はX遺伝子に異常があるとほとんど流産する、というものもある。このような疾患では、男性患者はほとんど生まれない。
- アルポート症候群の一部
- レット症候群の一部
- 色素失調症の一部

### 性染色体潜性遺伝（伴性潜性遺伝）
X-linked　Recessive、XRと略す。X染色体上に存在する遺伝子の異常によって起こるが、正常遺伝子が1つでもあれば発症しない疾患。女性では2つあるX染色体上の遺伝子両方に異常がなければ発症しないのに対し、男性ではX染色体が1本しかないため、遺伝子1つの異常で発症する。このため、男女の患者数に大きな差がある。
父が正常、母がキャリアーの場合正常X染色体をX、異常のあるX染色体をxとすると、父XY、母Xx。子は、男子の場合XY、xY各50%で、xYは患者となる。女子の場合、XX、Xx各50%であり、50%の確率でキャリアーになる（低い確率で、父由来Xに突然変異が起こり患者となる）。
父が患者、母が正常の場合父xY、母XX。子は、男子はXYですべて正常。女子はすべてxXでキャリアー（低い確率で、母由来Xに突然変異が起こり患者となる）。
父が患者、母がキャリアーの場合父xY、母xX。男子はxY、XY各50%で、xYが患者になる。女子はxx、xX各50%で、xxは患者となる。
父が正常、母が患者の場合父XY、母xx。男子はxYですべて患者、女子はXxですべてキャリアー。
両親ともに正常の場合男子のX染色体上の遺伝子に突然変異が起こり、患者となる可能性がある。突然変異が起こる確率自体は低いものであるが、各疾患の女性キャリアーはたいていの場合少ないため、実際の患者は正常遺伝子型の両親から生まれていることが少なくない（血友病の3 - 4割は、両親の遺伝子に異常がないとされる）
- 血友病A,B
- 筋ジストロフィーの一部：デュシェンヌ（Duchenne）型・ベッカー（Becker）型の場合が該当、両者は名前・発症時期・予後が異なるが原因は同一でX染色体短腕のある部位（Xp21）の遺伝子（ジストロフィン遺伝子）の一部の塩基が欠損している[注釈 2]。なお、本症の1/3は孤発例で突然変異も多い[4]。
- 赤緑型色覚異常

### ミトコンドリア遺伝
メンデルの法則によらない遺伝形式の代表例である。
まず、ミトコンドリアは精子のものが伝えられないので完全に母系であること。第二に核は1つの細胞に1つなので精子由来と卵子由来の2コピー分しかないが、ミトコンドリアは1つの細胞に数百個存在する上1つにつき5～10種類のDNAがあるので卵子1つに数千コピー分ある（多コピー性）こと。このため異常なDNAを受け継いでも正常なDNAを持つミトコンドリアも混在する（ヘテロプラスミー heteroplasmy）ので正常DNAのミトコンドリアにカバーされて無症状も多いこと。さらに強い活性を持った酸素が飛び交うミトコンドリアではDNAが傷つきやすく突然変異が核のDNAの10倍近く起きやすいと推定されるので突然変異による発症が多いという違いもある。
- ミトコンドリア病